# جائزة أكوتاغاوا
جائزة أكوتاغاوا (باليابانية: 芥川龍之介賞) جائزة أدبية يابانية نصف سنوية، تأسست في عام 1935 من قبل هيروشي كيكوتشي، وحالياً تدار من قبل جمعية النهوض بالأدب الياباني، وتمنح في يناير ويوليو لأفضل رواية منشورة في جريدة أو مجلة لكاتب جديد أو مخضرم.
الفائز يحصل على ساعة جيب ومليون ين ياباني. القصص القصيرة والروايات القصيرة تفوز بالجائزة أكثر من الروايات الطويلة، وبسبب مكانتها والاهتمام الإعلامي بالجائزة، تعتبر من أهم الجوائز الأدبية في اليابان.

## الفائزون
أهم من فاز بالجائزة:
- كوبو آبي عام 1951 عن روايته (باليابانية: 壁─S.カルマ氏の犯罪)
- شوساكو إندو عام 1955 عن روايته (باليابانية: (白い人)
- إيشيهارا شنتارو عام 1955 عن روايته (باليابانية: 太陽の季節)
- تاكيشي كايكو عام 1957 عن روايته (باليابانية: 裸の王様)
- كنزابورو أوي عام 1958 عن روايته (باليابانية: 飼育)
- ميتشيكو ياماموتو عام 1972 عن روايته (باليابانية: ベティさんの庭)
- ريو موراكامي عام 1976 عن روايته (باليابانية: 限りなく透明に近いブル)
- كيئتشيرو هيرانو عام 1998 عن روايته الكسوف (باليابانية: 日蝕)
- ابي كازوشكي عام 2004 عن روايته (باليابانية: グランド・フィナーレ)

## الحالات الخاصة
في بعض الأحيان عندما لا تستقر لجنة التحكيم على رأي، لا تمنح الجائزة. لجنة التحكيم تتكون من كتاب معاصرين ونقاد ادب وفائزين سابقين بالجائزة. من عام 1945 إلى عام 1948، لم تمنح الجائزة بسبب ظروف الحرب.
الجائزة فقدت بعض مصداقيتها في عام 1972 عندما فاز بها أكيو مياهارا، وكشف بأنه ارتكب الانتحال.
في 15 يناير 2004 في الذكرى 130 للجائزة فاز بها امرأتان وكانتا أصغر من فاز بها، واتاي ريسا 19 عامًا وكانيهارا هيتومي 20 عامًا. سابقاً كان جميع الفائزين الصغار بالسن من الذكور 23 عاما.